# Forcierter Opioidentzug in Narkose
Der forcierte Opioidentzug in Narkose (FOEN; auch: Antagonist-induzierter-Narkose-gestützter Opiat-Schnellentzug, AINOS; kurz auch nur: forcierter Opioidentzug, forcierte Entgiftung; umgangssprachlich auch: Ultra-Kurz-Entzug (UKE), Turboentzug; engl. Ultra Rapid Opiate Detoxification, abgek.: UROD oder URD; rapid detoxification with an opioid antagonist under general anaesthesia, abgek.: RD-GA) ist ein (Ultra-)Schnellentzug für Opioidabhängige unter Narkosebedingungen bzw. starker Sedierung und Verabreichung eines Opioidantagonisten.
Das Risiko-Nutzen-Verhältnis gilt als schlecht, so dass diese Methode beispielsweise in Deutschland nicht mehr angewendet wird.
Die FOEN-Methode kommt nur für Patienten in Frage, die an einer alleinigen Abhängigkeit von Opioiden leiden, hoch motiviert sind, intensive Entzugssymptome sehr fürchten oder an mehreren vorherigen Entzügen gescheitert sind. Zusätzlich wird gefordert, dass die Patienten gut in ihrer sozialen Umgebung integriert sind. Weder ein Kurz- noch ein Langzeiterfolg ist garantiert, und schwerwiegende Komplikationen können auftreten.

## Durchführung
Den opioidabhängigen Patienten werden Narkosemittel wie Propofol, Midazolam, und Atracurium verabreicht. Zudem erhalten sie einen kurzwirksamen Opioidantagonisten wie Naloxon oder einen Langzeitantagonisten (Naltrexon), die jeweils die Opioidrezeptoren besetzen, ohne selbst einen Effekt (abgesehen von einem Opioidentzugssyndrom) auszulösen.
Durch diese Kombination ist es fallweise möglich, die körperlichen Entzugssymptome bereits nach wenigen Stunden zu beseitigen. Allerdings wird auch ein tagelang anhaltendes Entzugssyndrom beschrieben.

## Nachbehandlung
Nach der Entlassung ist es erforderlich, die medikamentöse Behandlung mit Opiatantagonisten für sechs bis neun Monate fortzuführen, wobei Naltrexon auch als Depot subcutan (unter die Haut) verabreicht werden kann. Entscheidend für den Langzeiterfolg ist die anzuschließende, begleitende psychotherapeutische Unterstützung bzw. eine psychosoziale Betreuung: Mit einem kurzfristigen Entzug, vor allem mit einem in Narkose, kann ein Verhalten, das ein „Leben ohne Drogen“ ermöglicht, nicht eingeübt werden.
Die Weiterbehandlung mit einem Antagonisten bewirkt bei einem nun körperlich gesunden („cleanen“) Menschen, dass die Opioidrezeptoren besetzt sind und bei einer neuerlichen Opioid-Einnahme so das Andocken dieser Substanz verhindert wird. Der vom Konsumenten gesuchte euphorisierende Effekt tritt nicht ein. Ist die Halbwertszeit des Antagonisten gegenüber der des Opioids kürzer, kann es mit der Versuchung des Konsumenten, weiteren Stoff „nachzulegen“, zu einer (evtl. tödlichen) Überdosis kommen. Bei dieser Therapie wird ein langwirksamer Antagonist verwendet, der in erster Linie die Aufgabe hat, dem Patienten die Wirkungslosigkeit von Opioiden vor Augen zu halten. Ihm soll die Versuchung, rückfällig zu werden, bereits im Vorfeld genommen werden; und so hat der Antagonist in erster Linie durchaus eine Auswirkung auf die Psyche des Patienten.

## Risiken
Gerade hochmotivierte Patienten können (gemeinsam mit ihren Helfern) der Illusion erliegen, nach dem vielleicht doch einzig wahren „Heilschlaf“ gesund aufzuwachen und das frühere Leben hinter sich gelassen zu haben. Somit kann eine ressourcenintensive Methode dazu beitragen, den bestehenden Problemen weiterhin aus dem Weg zu gehen.
Auch wenn das Narkoseprotokoll exakt eingehalten wird, kann es zu schwerwiegenden Komplikationen kommen. Ein Todesfall ist beschrieben worden.

## Erfolgsraten
Der Langzeiterfolg des forcierten Entzugs unter Narkose unterscheidet sich nicht wesentlich gegenüber konventionellen Methoden.
Eine Arbeit der Cochrane Collaboration aus dem Jahre 2006 rät jedoch von einer weiteren Anwendung dieser Methode ab. Obwohl die Methode seit Jahren bekannt sei, bringe eine Narkose gegenüber einer leichten Sedierung keine Vorteile. Ein möglicher Nutzen stehe zudem in keiner Relation zu den potentiellen Risiken und den hohen Kosten – nicht nur, was die finanziellen Mittel betreffe; die medizinischen Ressourcen seien anderswo zielführender einzusetzen.